# Sylvie Gondard
Sylvie Gondard (Barcelona, 4 de març de 1961) és una exjugadora de voleibol catalana.
Debutà professionalment amb el Centre Gimnàstic Barcelonès l'any 1977 i, posteriorment, jugà amb diversos equips de la Divisió d'Honor espanyola, com el Club Voleibol Sant Cugat, el Club Esportiu Hispano Francès, amb el qual guanya la Copa de la Reina de 1983, i l'ACD Bombers. Fou internacional absoluta amb la selecció espanyola durant la dècada del 1980. Després de la seva retirada, practicà l'atletisme.